# Iria maculinervis
Iria maculinervis är en insektsart som beskrevs av Carl Stål. Iria maculinervis ingår i släktet Iria och familjen hornstritar. Inga underarter finns listade i Catalogue of Life.